# Талси Габард
Талси Габард (енгл. Tulsi Gabbard; Лелоалоа, 12. април 1982), често правописно неправилно као „Тулси”, америчка је политичарка и потпуковница Армије САД. Од 2025. обавља функцију директорке Националне обавештајне службе. Између 2002. и 2022. била је чланица Демократске странке, након чега је између 2022. и 2024. била нестраначка политичарка. Од 2024. чланица је Републиканске странке.

## Биографија
Рођена је 12. априла 1982. на острву Тутуила које административно припада Америчкој Самои. Четврто је од петоро деце. Године 1983, када је имала две године, с породицом се преселила на Хаваје. Има три брата и сестру.